# 王家湾站 (张家口市)
王家湾站位于河北省张家口市宣化区王家湾乡，是大秦铁路的一座火车站，等级为四等站，距大同站168公里，距秦皇岛站485公里，本站及相邻上下行区间均为电气化区段。大秦铁路为煤运铁路，全线不办理客运业务。